# White of the Eye
Pour plus de détails, voir Fiche technique et Distribution.
White of the Eye est un film britannique réalisé par Donald Cammell, sorti en 1987.

## Synopsis
Dans l'Arizona, plusieurs meurtres de jeunes femmes riches portent les signes distinctifs d'un tueur en série.

## Fiche technique
- Titre : White of the Eye
- Réalisation : Donald Cammell
- Scénario : China Kong, Donald Cammell d'après le roman Mrs. White de Margaret Tracy
- Musique : Rick Fenn, Nick Mason
- Production : Sue Baden-Powell, Cassian Elwes (en), Elliott Kastner, Brad Wyman
- Pays de production :  Royaume-Uni
- Langue originale : anglais
- Format : couleur — 35 mm — 1,85:1
- Genre : thriller
- Durée : 110 minutes
- Dates de sortie :
  - Royaume-Uni : 19 juin 1987
  - France : 14 avril 2022 (festival Hallucinations collectives)[1]

## Distribution
- David Keith : Paul White
- Cathy Moriarty : Joan White
- Alan Rosenberg : Mike Desantos
- Art Evans : Détective Charles Mendoza
- Michael Greene : Phil Ross
- Danielle Smith : Danielle White
- Alberta Watson : Ann Mason
- William G. Schilling : Harold Gideon
- David Chow : Fred Hoy
- Marc Hayashi : Stu
- Mimi Lieber : Liza Manchester
- Pamela Guest : Caryanne
- Bob Zache : Lucas Herman
- Danko Gurovich : Arnold White
- China Kong : Ruby Hoy
- Jim Wirries : Grunveldt
- Katie Waring : Joyce Patell